# ميكي لي
ميكي لي (بالإنجليزية: Mickey Leigh)‏ هو عازف قيثارة وموسيقي أمريكي، ولد في 15 يوليو 1954 في نيويورك في الولايات المتحدة.

## وصلات خارجية
- الموقع الرسمي
- ميكي لي على موقع ميوزك برينز (الإنجليزية)
- ميكي لي على موقع ديسكوغز (الإنجليزية)